# Ng Tsuen Man
Ng Tsuen Man (* 11. Juni 1948) ist ein ehemaliger Rennsportkanute aus Hongkong, der zweimal an Olympischen Sommerspielen teilnahm.
Erstmals wurde Tang für die Olympischen Spiele 1976 in Montreal nominiert, bei denen er in zwei Rennen der Kanu-Wettbewerbe an den Start ging. 
Im Einer-Kajak-Rennen über 500 Meter war er sowohl im Vorlauf als auch im Hoffnungslauf langsamster Teilnehmer und schied somit früh aus. Im Kajak-Vierer-Wettbewerb schied er zusammen mit Kwan Honk Wai, Mak Chi Wai und John Wai ebenfalls im Hoffnungslauf aus. Mit einer Zeit von 3:53,75 min kamen sie abgeschlagen mit über 40 Sekunden Rückstand auf die vor ihnen platzierten Finnen ins Ziel.
Durch den Boykott der Spiele 1980 in Moskau nahm Ng Tsuen Man erst 1984 in Los Angeles wieder an Olympischen Sommerspielen teil. Zwar war für ihn mit dem Kajak-Vierer auch hier im Hoffnungslauf der Wettbewerb beendet, der Rückstand auf die vor ihnen platzierten Boote war allerdings geringer als bei den Spielen zuvor.